# Fri grundskole
Frie grundskoler eller private grundskoler er skoler, der er oprettet under "Lov om friskoler og private grundskoler". I folkemunde kaldet "friskoleloven". Begrebet omfatter traditionelle Grundtvig-koldske friskoler, de større privatskoler i byerne (typisk opstået som realskoler), lilleskoler, kristne friskoler, katolske skoler, muslimske skoler, tyske mindretalsskoler, steinerskoler, freinetskoler m.fl. Frie grundskoler underviser elever på samme alderstrin som folkeskolen, men er selvstændige institutioner med egen bestyrelse. Pengene til at drive skolerne for kommer både fra et statstilskud som udregnes pr. elev på baggrund af koblingsprocenten og forældrebetaling til dækning af det resterende, da statstilskuddet typisk ikke dækker de faktiske udgifter.
I skoleåret 2015/16 var der ca. 116.000 elever på friskoler og private grundskoler.
Forældrekredsen har tilsyn med skolen, hvor deres børn går, og kan vælge mellem selvevaluering eller en certificeret tilsynsførende. Ved begge metoder bliver der ført tilsyn med undervisningens kvalitet, og om den står mål med undervisningen i folkeskolen. Frie grundskoler behøver ikke tilbyde alle klassetrin, men normalt er der fra 0. til 9. klasse.

## Typer af friskoler
I efteråret 2019 var der 543 frie grundskoler i Danmark. Heraf var 138 Grundtvig-koldske skoler, mens 193 var Privat- eller realskoler og 56 var Lilleskoler. Af Skoler med særlige pædagogiske retninger var 14 Rudolf Steiner-skoler, 1 Montessori skole, 4 Freinet-skoler og 19 andre skoler. Af religiøse skoler var 109 kristne, (de 22 katolske), en var jødisk, og fire var forbundet til Scientology. Af skoler, der tilbyder modersmålsundervisning i andet end dansk var 14 tyske mindretalsskoler, 17 øvrige vestlige, 17 ikke-vestlige og fire kombinationer eller andre. Der var 11 kostskoler, 47 prøvefri skoler og 81 øvrige skoler.
Fra 1973 til 1980 fandtes Den Proletariske Friskole, der gav børn ned til fem år marxistisk-leninistisk undervisning om lørdagen.
170 privatskoler er Danmarks Private Skoler - grundskoler og gymnasier, 50 er Lilleskolerne, 35 friskoler er Foreningen af Kristne Friskoler og 22 friskoler er Foreningen af Katolske Skoler i Danmark

## Koblingsprocenten
Koblingsprocenten angiver hvor stort et tilskud en fri grundskole modtager for hver elev ud fra den gennemsnitlige elevudgift i folkeskolen tre år tidligere. Hvis en elev i folkeskolen for eksempel i gennemsnit koster 60.000 kr. modtager de frie grundskoler i 2017 ca. 75% af 60.000 kr. dvs. ca. 45.000 kr. pr. elev. Dette eksempel er baseret på en gennemsnitsbetragtning, da der er forskellige satser afhænger af klassetrin og andre særlige forhold.
Tabellen nedenfor viser koblingsprocenten for nogle tidligere år.
| År   | Koblingsprocent |
| ---- | --------------- |
| 2010 | 75%             |
| 2011 | 74%             |
| 2012 | 73%             |
| 2013 | 72%             |
| 2014 | 71%             |
| 2015 | 71%             |
| 2016 | 73%             |
| 2017 | 75%             |

## Foreninger for frie grundskoler
Der findes en række foreninger for frie grundskoler med tal fra ca. 2020:
- Danmarks Private Skoler - grundskoler og gymnasier (170 skoler, ca. 70.000 elever)
- Foreningen af Kristne Friskoler (37 skoler, ca. 6.000 elever)
- De tyske mindretalsskoler (15 skoler, ca. 1.400 elever)
- Dansk Friskoleforening (345 skoler, ca. 43.000 elever)

Fagforeningen for de ansatte på frie grundskoler er Frie Skolers Lærerforening for lærernes vedkommende. Herudover er de ansatte organiseret i BUPL og 3F.